# Лабутов, Евгений Анатольевич
Евгений Анатольевич Лабутов (род. 17 ноября 1984, Алма-Ата) — казахстанский легкоатлет, специалист по метанию диска. Выступал за сборную Казахстана по лёгкой атлетике в 2000-х и 2010-х годах, многократный победитель и призёр первенств национального значения, участник летних Олимпийских игр в Рио-де-Жанейро.

## Биография
Евгений Лабутов родился 17 ноября 1984 года в Алма-Ате, Казахская ССР.
Впервые заявил о себе в сезоне 2005 года, когда на чемпионате Казахстана в Алма-Ате превзошёл всех соперников в метании диска и завоевал золотую медаль. Попав в состав казахстанской национальной сборной, выступил на чемпионате Азии в Инчхоне, где с результатом 49,80 занял итоговое 13-е место. Будучи студентом, представлял Казахстан на Универсиаде в Измире — в метании диска провалил все три попытки на предварительном квалификационном этапе, тогда как в толкании ядра показал 14-й результат.
Впоследствии ещё неоднократно становился чемпионом Казахстана в метании диска: в 2009, 2010, 2011, 2012, 2015, 2016 годах. При этом его результаты были не очень высокими, и в каких-то крупных международных турнирах он в это время не участвовал.
В мае 2016 года на соревнованиях в Алма-Ате установил свой личный рекорд — 60,23 метра, а в июне на национальном первенстве в Душанбе метнул диск на 65,94 метра (этот результат значительно превосходил действующий национальный рекорд Казахстана, но из-за сильного ветра ратифицирован не был). Благодаря череде удачных выступлений удостоился права защищать честь страны на летних Олимпийских играх в Рио-де-Жанейро — в программе метания диска на предварительном квалификационном этапе показал результат 55,54 метра, чего оказалось недостаточно для выхода в финал.
В 2017 году Лабутов провалил допинг-тест — его проба показала наличие анаболического вещества дегидрохлорметилтестостерона. За это спортсмена отстранили от участия в соревнованиях на четыре года.
По окончании срока дисквалификации в 2021 году Евгений Лабутов возобновил спортивную карьеру.